# Wöbbelin
Wöbbelin là một đô thị ở huyện Ludwigslust bang Mecklenburg-Vorpommern, Đức. Đô thị này có diện tích 23,51 km², dân số thời điểm 31 tháng 12 là 953 người. Wöbbelin gồm 3 khu vực dân cư: Dreenkrögen, "Funkamtsiedlung", và Wöbbelin.
Đô thị này nằm bên tuyến xa lộ liên bang 106 giữa các thành phố của Ludwigslust (7 km) và Schwerin (23 km). Về phía bắc, Dreenkrögen nằm gần giao lộ của xa lộ liên bang 24.